# Verticordia chrysostachys
Verticordia chrysostachys är en myrtenväxtart som beskrevs av Carl Daniel Friedrich Meisner. Verticordia chrysostachys ingår i släktet Verticordia och familjen myrtenväxter.

## Underarter
Arten delas in i följande underarter:
- V. c. chrysostachys
- V. c. pallida